# Buffalo Kids
Buffalo Kids è un film d'animazione spagnolo del 2024 diretto da Juan Jesús García Galocha e Pedro Solís García.

## Trama
Mary e Tom sono fratelli irlandesi orfani che arrivano a New York via transatlantico nel 1886 e si ritrovano rapidamente in un selvaggio viaggio attraverso il paese a bordo di un treno transcontinentale chiamato “Orphan Train”, dove incontrano un nuovo straordinario amico che cambierà per sempre le loro vite. Guidati dalla curiosità, dall’amicizia e dal lavoro di squadra, il loro pericoloso viaggio pieno di scoperte li introdurrà a subdoli villain, alleati sorprendenti, eroi inaspettati e avventure inimmaginabili in una ricerca esilarante e commovente della loro casa.

## Distribuzione
In Italia il film è stato presentato in anteprima alla 54ª edizione del Giffoni Film Festival e distribuito nelle sale cinematografiche giovedì 31 ottobre 2024 da Warner Bros. Entertainment Italia.

## Riconoscimenti
- 2024 – Giffoni Film Festival
  - Elements+ 6 – Easy Jet Special Award[2]